# Acanthocladus scleroxylon
Espèce
Acanthocladus scleroxylon est une espèce de plantes à fleurs de la famille des Polygalaceae. C'est un arbre trouvé en Équateur et au Pérou.